# Gustav Heinrich Schüdlöffel
Gustav Heinrich Schüdlöffel (* 2. Oktoberjul. / 13. Oktober 1798greg. in Jõelähtme; † 8. Dezemberjul. / 20. Dezember 1859greg. in Tallinn) war ein deutschbaltischer Theologe, Schriftsteller und Übersetzer.

## Leben
Gustav Heinrich Schüdlöffel studierte von 1817 bis 1820 an der Kaiserlichen Universität Dorpat und war von 1826 bis 1827 Inspekteur der Ritter- und Domschule zu Tallinn. Ab 1829 bekleidete er das Amt des Pastors von Jõelähtme (deutsch Jegelecht).
Schüdlöffel war einer der prägenden Estophilen seiner Zeit. Vor allem übte er Einfluss auf die Erforschung der estnischen Mythologie aus. 1836 erschien in der estophilen Zeitschrift Das Inland. Eine Wochenschrift für Liv-, Esth- und Curländische Geschichte, Geographie, Statistik und Litteratur sein Artikel über die Geschichten um den Helden Kalevipoeg. Darin stellte er zum ersten Mal einen Zyklus von Kalevipoeg-Sagen zusammen, die er „aus dem Munde verschiedener nationaler Erzähler vernommen hatte“ Schüdlöffels Arbeit war ein wichtiger Anfangspunkt zur Schaffung eines estnischen Nationalepos durch Friedrich Robert Fählmann einige Jahre später.
Daneben ist Schüdlöffel Autor zahlreicher Erzählungen in estnischer Sprache und Redakteur von Kalenderliteratur. Schüdlöffel übersetzte mehrere Werke vom Deutschen ins Estnische. Er bediente sich dabei erstmals der von Eduard Ahrens (1803–1863) entwickelten modernen estnischen Orthographie. 1844 erschien als erstes Buch in der neuen Schreibweise seine Übersetzung Toomas Westen: Lapo rahwa uso ärataja Norra maal.